# Kolkwitz
Kolkwitz (baix sòrab: Gołkojce) és un municipi alemany que pertany a l'estat de Brandenburg. Es troba a 5 kilòmetres de Cottbus. Fou creat el 1993 de la unió dels nuclis:
| - Babow/Spreewald - Dahlitz - Brodtkowitz - Eichow - Gulben - Glinzig - Hänchen - Kackrow - Kolkwitz | - Klein Gaglow - Zahsow - Krieschow - Kunersdorf bei Cottbus - Limberg - Milkersdorf - Papitz - Wiesendorf |